# History (альбом Томаса Андерса)
History — одиннадцатый студийный альбом немецкого певца Томаса Андерса, выпущенный 27 мая 2016 года.

## История
Альбом состоит из перезаписанных версий 13 синглов Modern Talking и двух новых песен «Lunatic» и «Take the Chance». Аранжировки были переделаны в более электронные, энергичные варианты, но некоторые песни (в частности, «Win The Race») остались достаточно близки к оригиналам; вокал Томаса был полностью записан с нуля. Ради как можно более близкого соответствия оригиналам, Томас привлёк к записи бэк-вокалистов, участвовавших в записи оригинальных вариантов этих песен.
Идею создания альбома Томасу подали фанаты: они часто спрашивали его, могут ли они купить у него обновлённые варианты песен Modern Talking, которые он исполняет на концертах, и Томас решил дать им такой шанс.
Сингл «Lunatic», выпущенный также на отдельном диске совместно с «You're My Heart, You're My Soul», был тепло принят слушателями из-за своего оформления, полностью дублирующего классическую структуру песен Modern Talking (включая второй припев фальцетом). «Take the Chance» ранее (ещё с 2013 года) исполнялся Томасом на концертах, но не выпускался на аудионосителях.
Альбом после выхода сразу занял первые места в российском и немецком чартах iTunes, но мнения фанатов о пластинке разделились.

## Список композиций
Все песни написаны Дитером Боленом, за исключением двух финальных.
- 1. You’re My Heart, You’re My Soul (New Hit Version)	(3:30)
- 2. You Can Win If You Want (New Hit Version)	(3:44)
- 3. Cheri, Cheri Lady (New Hit Version)	(3:34)
- 4. Brother Louie (New Hit Version)	(3:49)
- 5. Atlantis Is Calling (S.O.S. for Love) (New Hit Version)	(3:55)
- 6. Geronimo’s Cadillac (New Hit Version)	(3:38)
- 7. Jet Airliner (New Hit Version)	(4:01)
- 8. In 100 Years (New Hit Version)	(3:59)
- 9. You Are Not Alone (New Hit Version)	(3:45)
- 10. Sexy, Sexy Lover (New Hit Version)	(3:42)
- 11. China In Her Eyes (New Hit Version)	(3:45)
- 12. Win the Race (New Hit Version)	(3:41)
- 13. Juliet (New Hit Version)[3]	(3:39)
- 14. Lunatic	(3:21)
- 15. Take the Chance	(3:40)

В издании на виниле, состоящем из двух пластинок, помимо названных (в том же порядке), содержатся следующие композиции:
- 16. You’re My Heart, You’re My Soul (New Extended Hit Version) (5:32)
- 17. Geronimo’s Cadillac (New Extended Hit Version) (4:32)
- 18. Lunatic (Extended Version) (5:30)
- 19. Take the Chance (New Hit Version) (6:11)